# 국도 제54호선 (일본)
국도 제54호선(일본어: 国道54号)은 히로시마현 히로시마시 나카구에서 시마네현 마쓰에시를 서로 오가는 일반 국도 노선이다. 그러나 이 도로는 중간에 2번 국도와 9번 국도의 중복 구간이 지역에 따라 다르게 존재한다. 그리고 실제 연장은 162.1km, 현도도 역시 153.5km이다.

## 주요 경유지
- 히로시마현 : 히로시마시 - 아키타카타시 - 미요시시
- 시마네현 : 운난시 - 마쓰에시

## 접촉 가능한 도로
- 국도 제2호선 (일본)
- 국도 제183호선 (일본)
- 국도 제191호선 (일본)
- 국도 제261호선 (일본)
- 국도 제375호선 (일본)
- 국도 제184호선 (일본)
- 국도 제314호선 (일본)
- 국도 제9호선 (일본)
- 국도 제180호선 (일본)
- 국도 제432호선 (일본)

## 갤러리

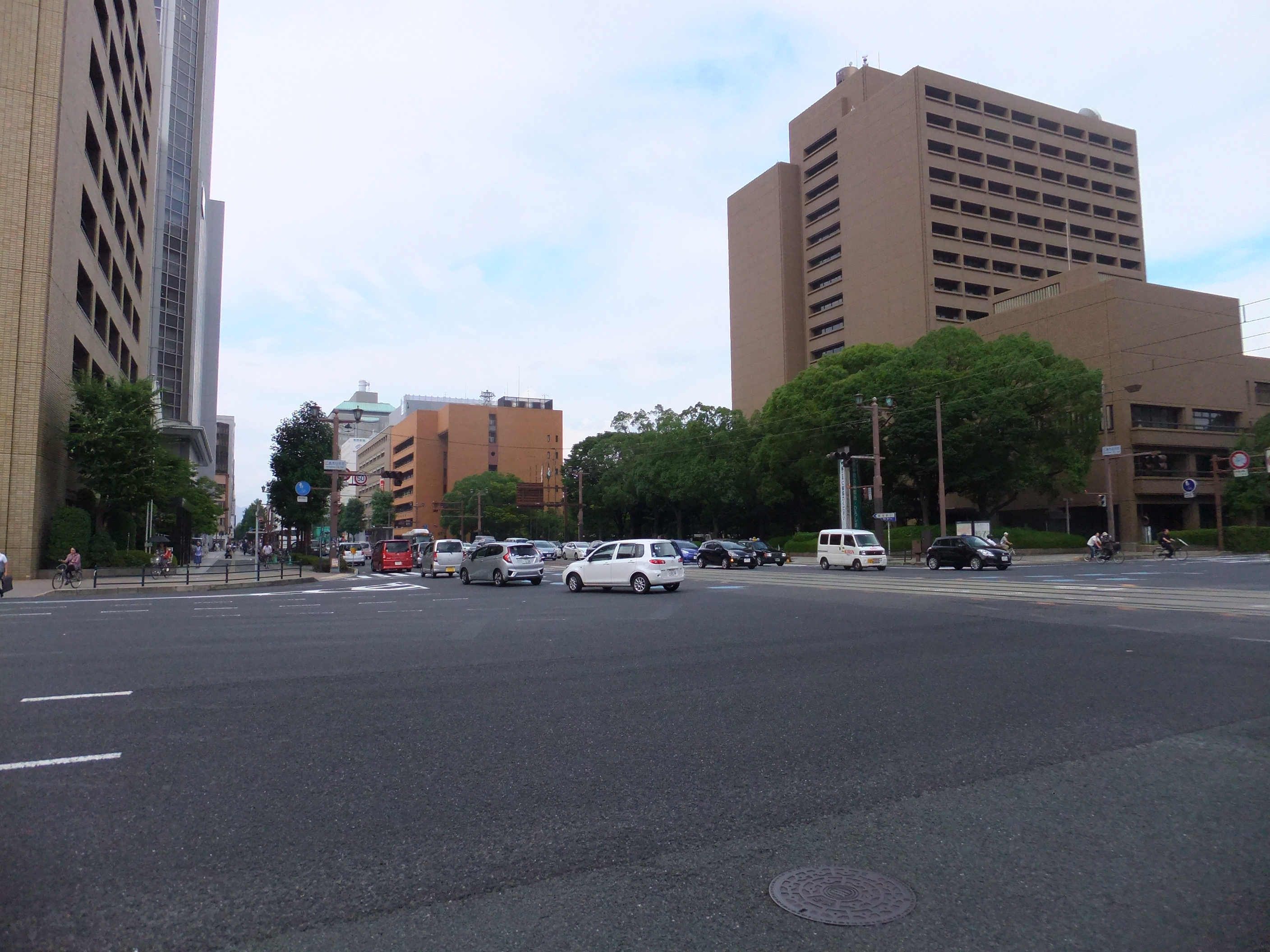
기점이 위치하고 있는 히로시마시의 시청앞 교차점 일대 전경.
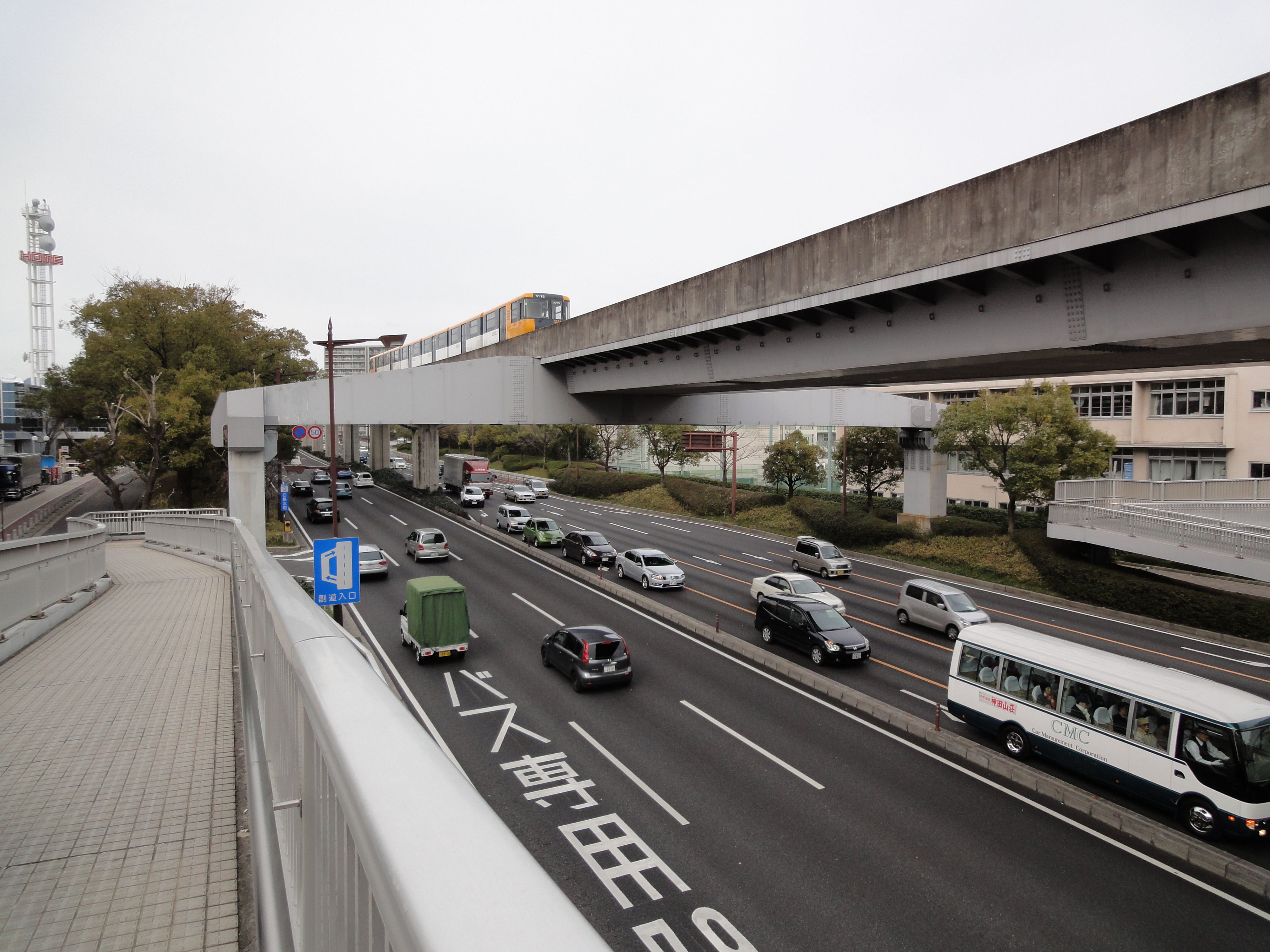
기온 신도와 히로시마 고속 교통 히로시마 신교통 1호선의 하쿠시마 역 인근이다. 마치 대구 도시철도 3호선을 연상시키는 느낌이 있다.
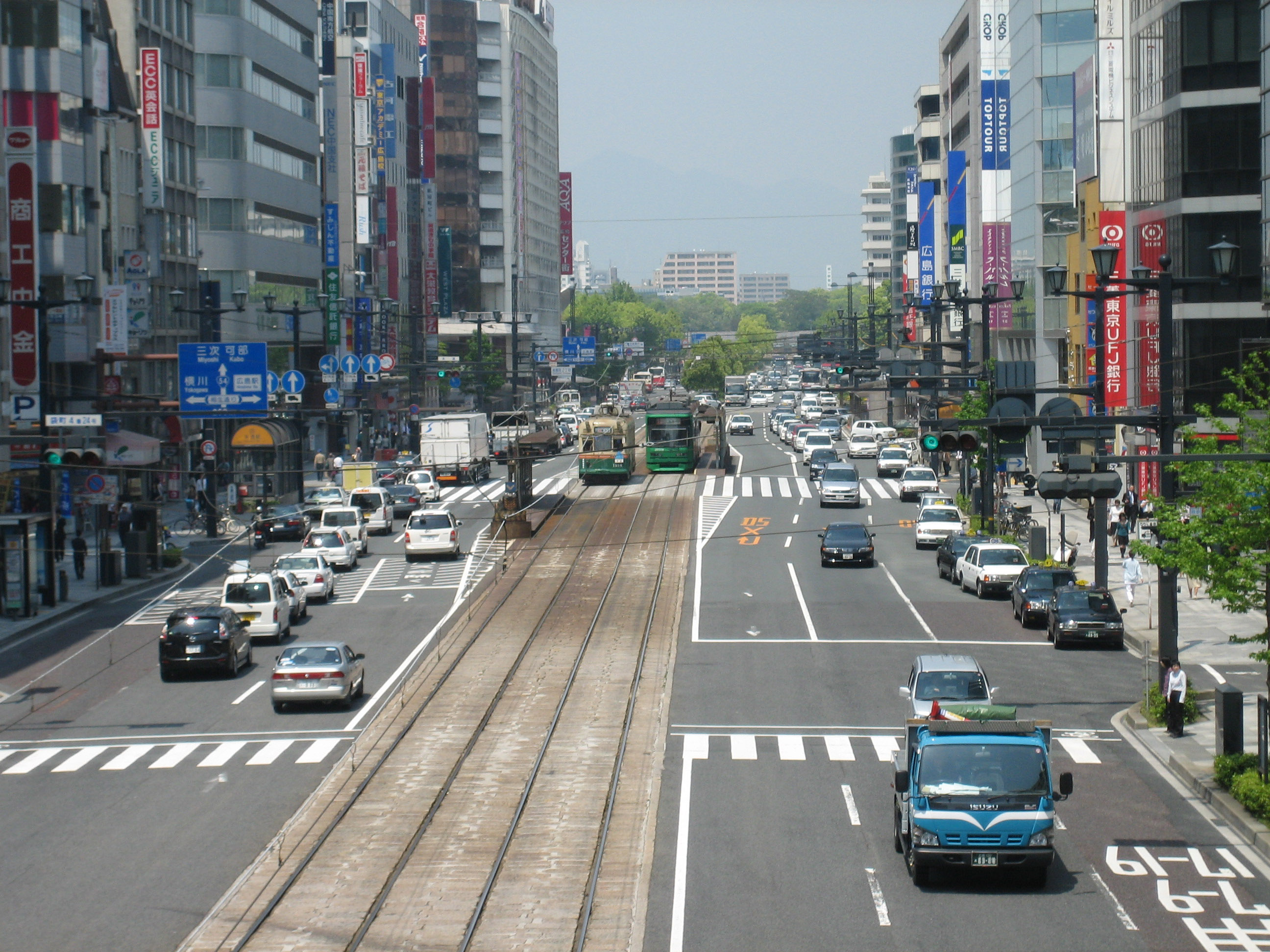
히로시마 전철의 혼도리 정류장 인근 일대.